# 達美快線航空
達美快線航空（Delta Shuttle）是达美航空的一个品牌，提供从纽约拉瓜迪亚机场到以下航点的每小时出发的通勤航班：波士顿爱德华·劳伦斯·洛根将军国际机场、首都华盛顿附近罗纳德·里根华盛顿国家机场和芝加哥奥黑尔国际机场。此外，達美快線航空还运营往返于洛杉矶国际机场、西雅图-塔科马国际机场和旧金山国际机场之间的航班。